# کشتی کابل‌گذار

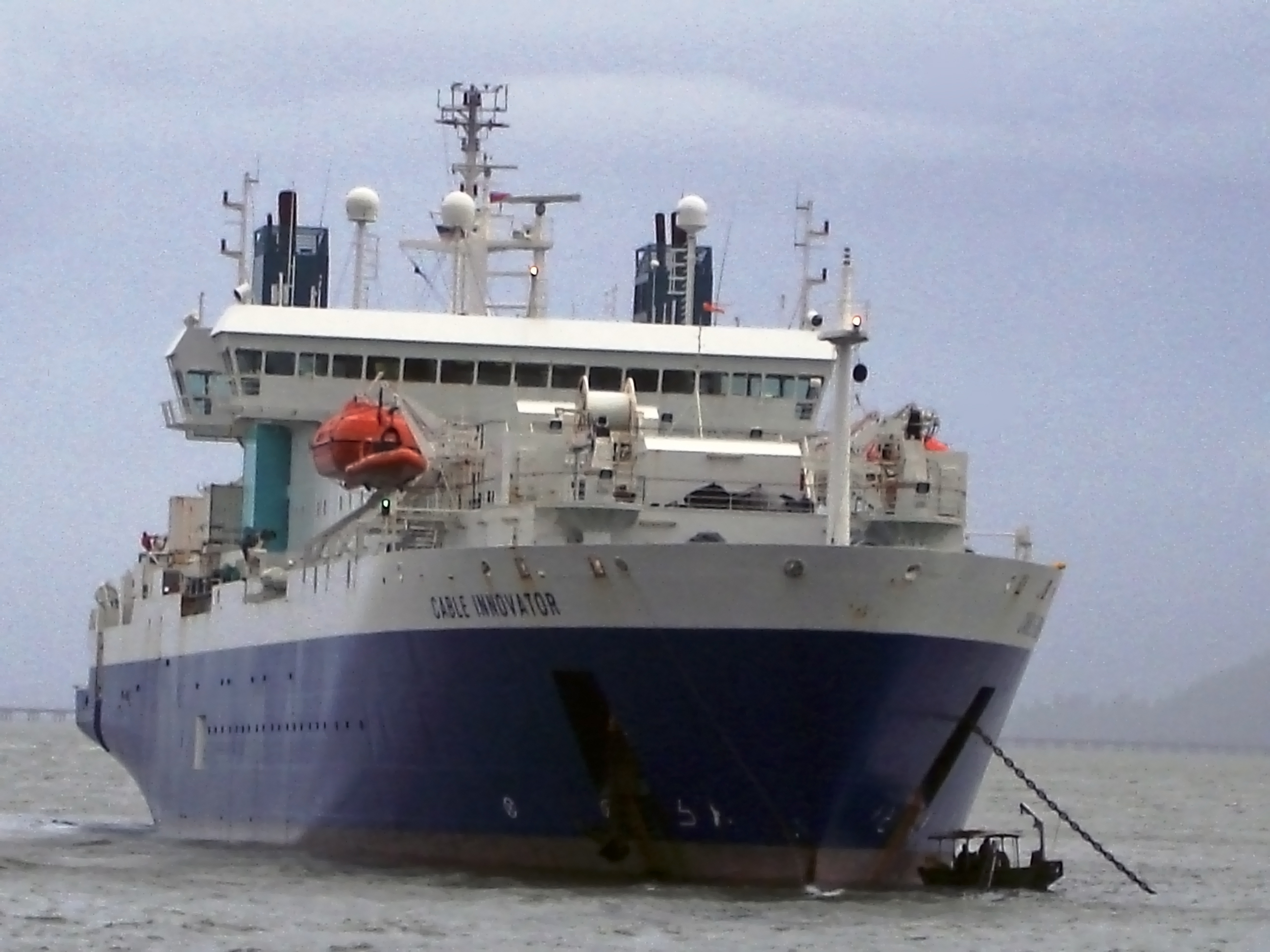
یک کشتی کابل‌گذار.

کَشتی کابْلْ‌گُذار نوعی کشتی دریارو است که برای قرار دادن کابل‌های مخابراتی در کف دریا استفاده می‌شود.